# Ноб (топоним)
В английском языке слово Knob (рус. Ноб) имеет значение «округлая рукоятка». Это слово в составе своего названия имеют многие горы и холмы в англоязычных странах, особенно в системах Аппалачи (США—Канада) и Озарк (США); а также другие топонимы. Кроме того, в список включены топонимы, имеющие в своём названии Nob (рус. Ноб).
Ниже перечислены наиболее известные топонимы мира, имеющие в своём названии начало «Ноб-» или дополнение «-Ноб». К каждому топониму дано краткое пояснение, что это за объект и где находится. Если уточнение страны отсутствует — значит топоним расположен в США.

## А—В
- Айрон-Ноб[англ.] — городок в Южной Австралии.
- Артиллери-Ноб[англ.] — гора в Тасмании (Австралия).
- Бартон-Ноб[англ.] — гора в Западной Виргинии.
- Батлер-Ноб[англ.] — гора в Пенсильвании.
- Бейк-Овен-Ноб[англ.] — вершина в Пенсильвании.
- Бикл-Ноб[англ.] — гора в Западной Виргинии.
- Блэк-Балсам-Ноб[англ.] — гора в Северной Каролине.
- Блю-Ноб[англ.] — гора в Пенсильвании.
- Блю-Ноб[англ.] — парк штата в Пенсильвании.
- Болд-Ноб[англ.]
  - Болд-Ноб[англ.] — поселение в Квинсленде (Австралия).
  - Болд-Ноб — город в Арканзасе.
  - Болд-Ноб[англ.] — заповедник в Арканзасе.
  - Болд-Ноб[англ.] — высшая точка горы Бэк-Аллегени[англ.] (Западная Виргиния).
- Брир-Ноб[англ.] — гора в Северной Каролине.
- Вудис-Ноб[англ.] — гора в Северной Каролине.

## Г—М
- Генрис-Ноб[англ.] — гора в Южной Каролине.
- Говард-Ноб[англ.] — гора в Северной Каролине.
- Годинир-Ноб[англ.] — гора в Западной Виргинии.
- Грасси-Ноб[англ.] — заповедник в Орегоне.
- Дабл-Спринг-Ноб[англ.] — гора в Джорджии.
- Джекс-Ноб[англ.] — гора в Джорджии.
- Джепта-Ноб[англ.] — холм в Кентукки.
- Дикс-Ноб[англ.] — гора в Джорджии.
- Дорси-Ноб[англ.] — гора в Западной Виргинии.
- Доуделлс-Ноб[англ.] — гора в Джорджии.
- Дуглас-Ноб[англ.] — гора в Вайоминге.
- Йоркис-Ноб[англ.] — городок в Квинсленде (Австралия).
- Кинтон-Ноб[англ.] — гора в Пенсильвании.
- Кларкс-Ноб[англ.] — гора в Пенсильвании.
- Кроссинг-Ноб[англ.] — гора в Северной Каролине.
- Макафи-Ноб[англ.] — скальный выступ горы Катауба, Виргиния.
- Маркс-Ноб[англ.] — гора в Северной Каролине.

## Н—О
- Никодемас-Ноб[англ.] — 10-метровый столб, часть Портлендского камня (о-в Портленд, Дорсет, Англия).
- Ноб[англ.] — гора в Виргинии.
- Ноб[англ.] — гора в Пенсильвании.
- Ноб-Крик[англ.] — несколько небольших рек.
- Ноб-Ностер[англ.] — город в Миссури.
- Ноб-Ностер[англ.] — парк штата в Миссури.
- Ноб-Хилл[англ.]:
  - Ноб-Хилл[англ.] — нейборхуд города Альбукерке (Нью-Мексико).
  - Ноб-Хилл[англ.] — нейборхуд города Колорадо-Спрингс (Колорадо).
  - Ноб-Хилл[англ.] — нейборхуд города Сан-Франциско (Калифорния.

## П—С
- Пайлот-Ноб[англ.]:
  - Пайлот-Ноб[англ.] — парк штата в Айове.
  - Пайлот-Ноб[англ.] — тауншип в Иллинойсе.
  - Пайлот-Ноб[англ.] — холм в Калифорнии.
  - Пайлот-Ноб[англ.] — город в Миссури.
  - Пайлот-Ноб[англ.] — холм в Миссури.
- Пайн-Ноб[англ.]:
  - Пайн-Ноб[англ.] — холм в Мичигане.
- Парселл-Ноб[англ.] — холм в Виргинии.
- Пенобскот-Ноб[англ.]  — гора в Пенсильвании.
- Пилгримс-Ноб[англ.] — поселение в Виргинии.
- Порс-Ноб[англ.] — холм в Северной Каролине.
- Реддиш-Ноб[англ.] — гора на границе Виргинии и Западной Виргинии.
- Ривер-Нобс[англ.]:
  - Ривер-Нобс[англ.] — кряж с рядом холмов в Западной Виргинии.
- Ритчи-Ноб[англ.] — гора в Пенсильвании.
- Рич-Ноб[англ.] — гора в Джорджии.
- Рокки-Ноб[англ.]:
  - Рокки-Ноб[англ.] — название восьми горных вершин в Горах Северной Джорджии[англ.].
  - Рокки-Ноб[англ.] — винодельческий регион[англ.] в Виргинии.
- Село-Ноб[англ.] — гора в Северной Каролине.
- Сигнал-Ноб[англ.] — гора в Виргинии.
- Сиднейс-Ноб[англ.] — гора в Пенсильвании.
- Скатчамер-Ноб[англ.] — круглый курган в Оксфордшире (Англия).
- Спрус-Ноб — гора в Западной Виргинии.
- Старкс-Ноб[англ.] — базальтовая формация подушечной лавы в штате Нью-Йорк.

## Т—Я
- Те-Ноб[англ.] — несколько холмов.
- Томкинс-Ноб[англ.] — гора в Северной Каролине.
- Трикорнер-Ноб[англ.] — гора на границе Северной Каролины и Теннесси.
- Тримбл-Ноб[англ.] — конический холм[англ.] в Виргинии.
- Тришмен-Ноб[англ.] — гора в Вайоминге.
- Туэлв-Оклок-Ноб[англ.] — гора в Виргинии.
- Уайт-Ноб[англ.] — город-призрак в Айдахо.
- Уотеррок-Ноб[англ.] — гора в Северной Каролине.
- Флойдс-Нобс — поселение в Индиане.
- Фэйрлайс-Ноб[нем.] — национальный парк в Квинсленде (Австралия).
- Хай-Ноб[англ.]:
  - Хай-Ноб[англ.] — гора в Виргинии.
- Шелл-Ноб[англ.] — поселение в Миссури.
- Шелл-Ноб[англ.] — тауншип в Миссури.
- Шугарлоаф-Ноб[англ.] — гора в Пенсильвании.
- Элк-Ноб[англ.]:
  - Элк-Ноб[англ.] — гора в Северной Каролине.
  - Элк-Ноб[англ.] — парк штата в Северной Каролине.
- Эллиотт-Ноб[англ.] — гора в Виргинии.